# Kanał wodny Upust Klary we Wrocławiu
Upust Klary – kanał wodny we Wrocławiu, stanowiący jeden z elementów Śródmiejskiego Węzła Wodnego. Swój początek i koniec bierze na lewym brzegu Odry Północnej w Śródmiejskim Węźle Wodnym, która to odnoga rzeki tworzy w tym miejscu wypięty ku północy łuk. Kanał Upust Klary stanowi cięciwę tego łuku, skracając drogę wodną w tym miejscu. Nad kanałem przerzucony jest Most Klary. Upust Klary rozdziela Wyspę Bielarską od Wyspy Słodowej. Brzegi kanału są skarpowe, z wyjątkiem murowanych ścian rynien roboczych młynów Klary, wchodzących w skład Piaskowego Stopnia Wodnego. Kanał na odcinku rynny roboczej młynów jest zamknięty dla żeglugi. Droga wodna w kierunku wschodnim, w górę rzeki, przeprowadzona jest przez Upust powodziowy Klary, a w kierunku zachodnim, w dół rzeki, pod Mostem Piaskowym.

## Przypisy

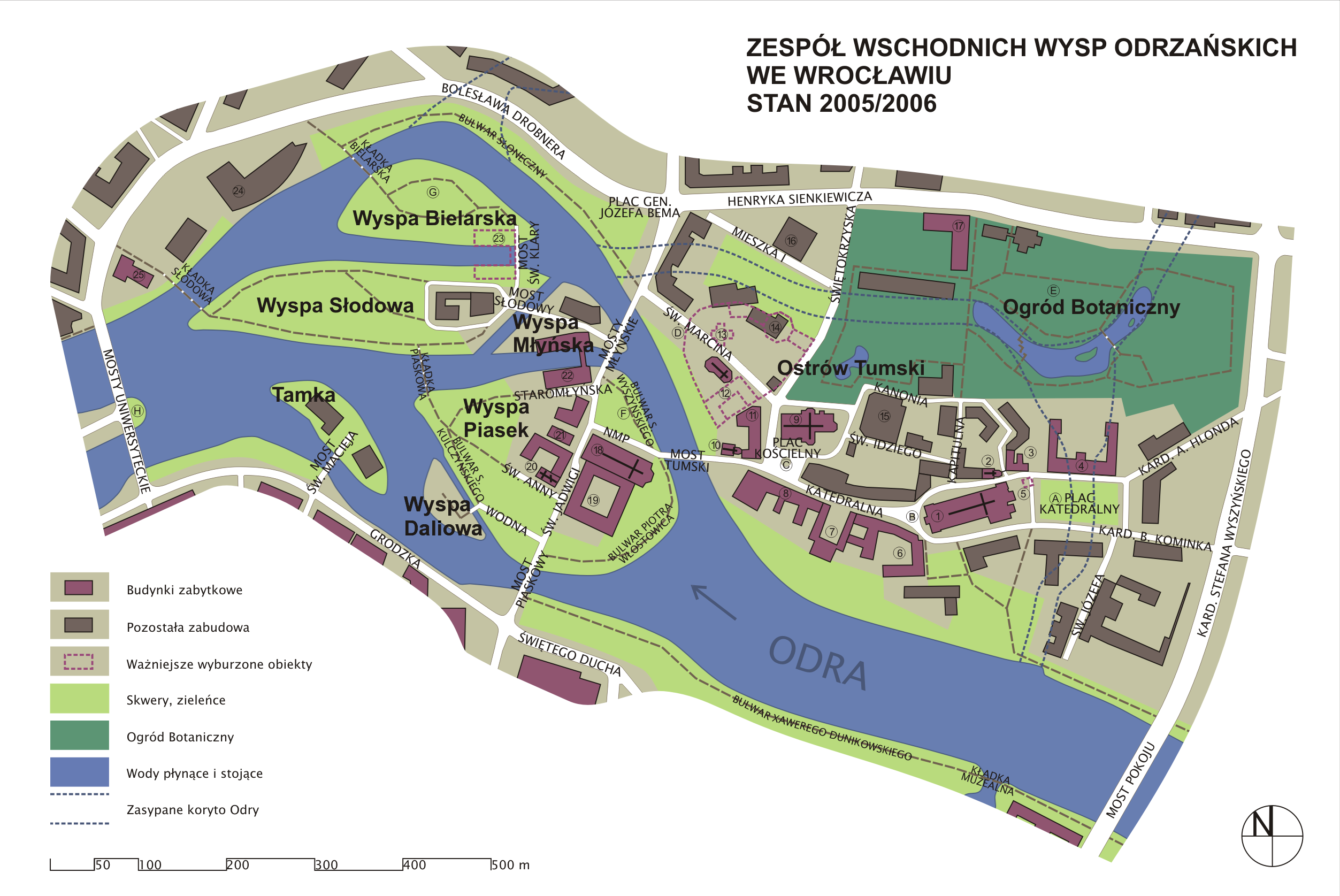
Zespół wysp odrzańskich we Wrocławiu - Upust Klary to odnoga pomiędzy Wyspą Słodową i Wyspą Bielarską

## Linki zewnętrzne

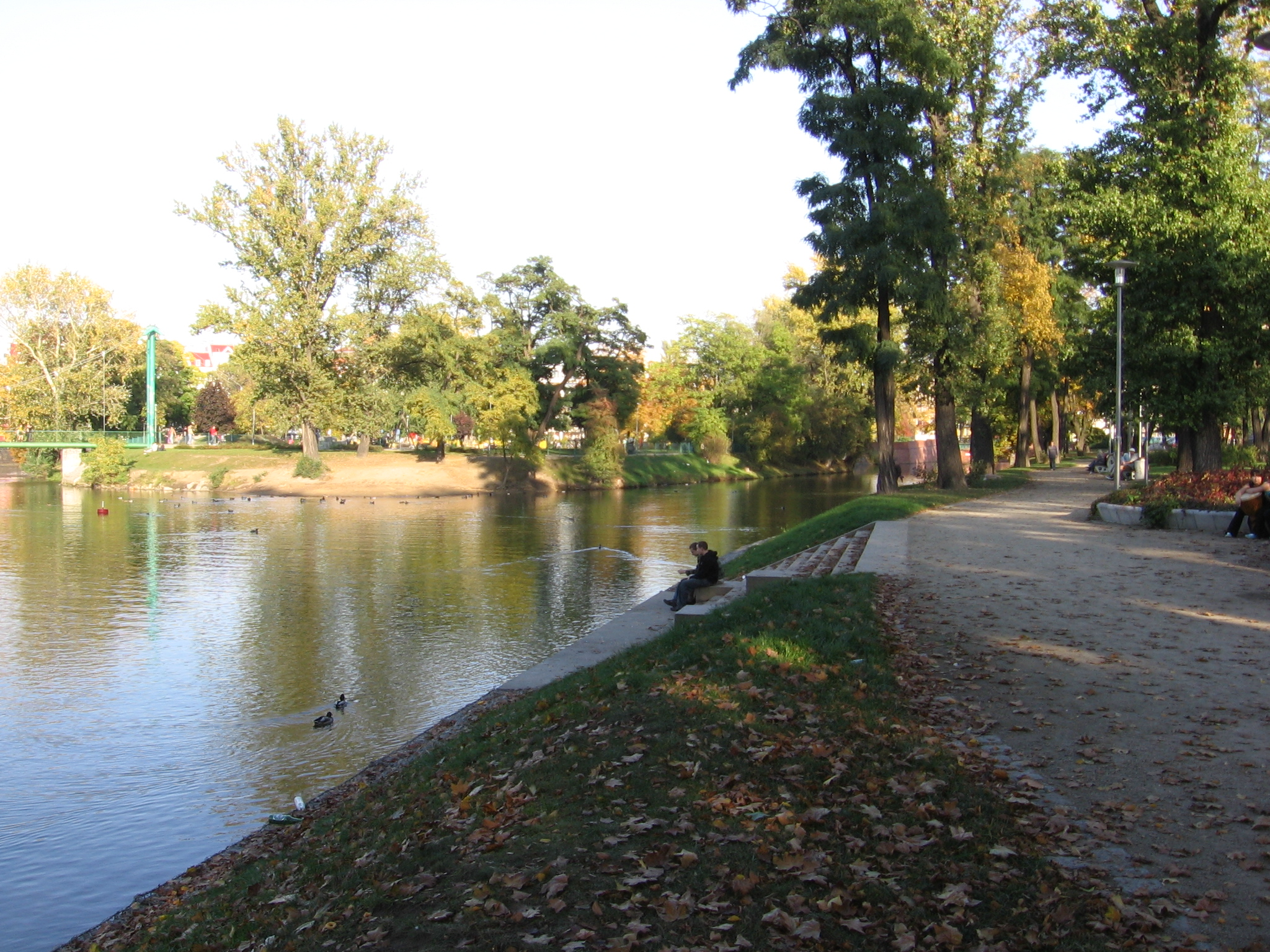
Ujście Upustu Klary do Odry Północnej (po lewej)